# The Baggios
The Baggios é um grupo musical brasileiro de blues-rock fundado na cidade de São Cristóvão no ano de 2004.
Atualmente é composta por Júlio Andrade (voz, guitarra, violão, contrabaixo elétrico), Gabriel Perninha (bateria) e Rafael Ramos (teclas, contrabaixo elétrico).
Seu trabalho consiste essencialmente na fusão entre o blues e o rock dos anos 1960 e 1970 somados a estilos tipicamente brasileiros (especialmente os nordestinos).
The Baggios possui inúmeras turnês e apresentações no Brasil e no mundo, dentre os quais podem-se destacar a Virada Cultural de São Paulo em 2013 e o festival Lollapalooza em 2016 (também em São Paulo). A banda também abriu shows de artistas e bandas como Os Paralamas do Sucesso, O Rappa, Marcelo D2, Otto, Vanguart, Manu Chao, Pitty e Marcelo Nova.
Já foram duas vezes indicados ao Grammy Latino.

## História
The Baggios foi fundada em 2004 por Júlio Andrade e Lucas Goo. Júlio tinha 17 anos e era oriundo de diversos projetos cujos colegas não sintonizavam bem o suficiente com ele, o que motivou o formato da banda. O nome da banda surgiu em homenagem a um músico andarilho da cidade histórica de São Cristóvão; um artista que influenciou uma geração inteira de jovens locais e que ficou conhecido como Baggio.
Em 2006, Lucas Goo é substituído por Elvis Boamorte. Em 2008, Elvis Boamorte é substituído por Gabriel Perninha, estabelecendo-se então a formação clássica do grupo.
Em março de 2012, lançaram o seu primeiro videoclipe oficial, para a faixa “Em Outras”. Em junho do mesmo ano, lançam um EP acústico intitulado "Acústico Aperipê", composto por 7 faixas.
Em 2013, lançam o álbum "Sina", para download gratuito. O álbum esteve entre 32 melhores discos nacionais do ano, do site Tenho Mais Discos que Amigos.
Em dezembro de 2015, realizam turnê pelo México.
Em março de 2016, foi a responsável por abrir os trabalhos do festival Lollapalooza Brasil. No mesmo ano, lançam "Brutown", que chegou a ser indicado para o Grammy Latino na categoria de melhor álbum de rock ou música alternativa em língua portuguesa. O show de lançamento do disco aconteceu dia 14 de outubro, no Auditório Ibirapuera, com participações de Catatau, Teago (do Maglore) e da banda Vivendo do Ócio.
Em fevereiro de 2017, se apresentam no Festival Rec-Beat, em Recife. No mesmo ano, realizam turnê por Estados Unidos e Canadá.
Em abril de 2018, lançam o EP Juliana, com três faixas inéditas. No mesmo ano, a banda lançou um novo disco de estúdio chamado "Vulcão". O álbum esteve entre 50 melhores discos nacionais do ano, do site Tenho Mais Discos que Amigos e foi indicado ao Grammy Latino 2019 na categoria “Melhor Álbum de Rock”.
Em 2019, realizam turnê pela Europa. Em agosto do mesmo ano, participam do Locomotiva Festival, em Piracicaba.
Em 2021, lançam o álbum "Tupã-Rá", apresentado como o último título de trilogia formada pelos álbuns "Brutown" (2016) e "Vulcão" (2018).
Entre maio e junho de 2022, iniciam uma turnê pela Europa, passando por países como França, Suíça, Inglaterra e Itália.

## Membros

#### Atuais
- Júlio Andrade – voz, violão, guitarra (2004–presente); baixo (2004–2016)
- Gabriel Carvalho – bateria (2008–presente)
- Rafael Ramos – baixo, teclados (2016–presente)

#### Anteriores
- Lucas Goo - bateria (2004–2006)
- Elvis Boamorte - bateria (2006–2008)

## Prêmios
- 2007: Vencedores de três categorias no Prêmio "Prata da Casa".[26]
- 2010: Vencedores nas categorias, "Melhor Música com Letra" e "Melhor Intérprete" no II Festival Aperipê de Música[27] da Fundação Aperipê.[28]
- 2011: Ganharam o principal prêmio no 2º Festival de Música das Rádios Públicas do Brasil[29] da ARPUB.[30]
- 2016: A revista Rolling Stone Brasil elegeu Brutown como o 21º melhor álbum brasileiro daquele ano.[31]
- 2017: Foram indicados ao Grammy Latino de 2017 de Melhor Álbum de Rock ou Alternativo em Língua Portuguesa por seu álbum Brutown.[16][32]
- 2019: Foram indicados ao Grammy Latino de 2019 de Melhor Álbum de Rock ou Alternativo em Língua Portuguesa por seu álbum Vulcão.[33]

## Festivais
- 2007: A Hora e a Vez do Rock Crescer (SE)[34]
- 2008: Música em Todos os Ouvindos (BA)[35]
- 2008: BigBands (BA)[36]
- 2009: Feira Noize (BA)[37]
- 2009: Perro Loco (GO)[38]
- 2009: Festival Mundo (PB)[39]
- 2009: DoSol (RN)[40]
- 2010: Coquetel Molotov (PE)[41]
- 2010: Jambolada (MG)[42]
- 2011: Encontro Cultural de Laranjeiras (SE)[43]
- 2011: Bienal da UNE (RJ)[44]
- 2011: Encontro da Nova Consciência (PB)[45]
- 2011: Projeto Verão (SE)[46]
- 2011: Rock Sertão (SE)[47]
- 2011: Feira da Música de Fortaleza (CE)[48]
- 2011: Festival Contato (SP)[49]
- 2011: Festival FUMU (SP)[50]
- 2012: Mostra de Música BNB (C E e PB)[51]
- 2012: Festival Timbre (MG)[52]
- 2012: Festival Alambique do Som (MG) [53]
- 2013: Virada Cultural de São Paulo  [54]
- 2016: Lollapalooza São Paulo [55]

## Discografia

### Álbuns
- The Baggios (2011)
- Sina (2013)
- Brutown (2016)
- Vulcão (2018)
- Tupã-Rá (2021)

### Ao vivo
- Dez Anos Depois (2015)
- The Baggios Ao Vivo No Estúdio Showlivre (2017)

### Demos, EPs e singles
- The Baggios (2007, Demonstrativo)
- Hard Times (2009)
- O Azar Me Consome (2010)
- Estigma (Participa Emily Barreto, Far From Alaska) (2016)
- Como Um Tiro De Bacamarte (2016)
- Soledad (2017)
- Saruê (Participa Jorge Du Peixe) (2017)
- Juliana (2018)
- Caldeirão Das Bruxas (2018)
- Deserto (Participa BaianaSystem) (2019)
- Bem-Te-Vi (Participa Céu) (2019)
- Bem-Te-Vi (Acústica) (2019)

### Participações em coletâneas
- Pelas Bandas de Sergipe (2010)
- Loaded-e-Zine Vol. 3 (2009)
- Sergipe's Finest (2009)

## Videografia
- 2007: Baggio Sedado (Documentário sobre Baggio)[56][57]